# 梅野健
梅野 健（うめの けん、1966年 - ）は、日本の工学者（情報通信分野)および物理学者。京都大学大学院情報学研究科教授。専門はカオス理論。

## 略歴
愛知県名古屋市出身。私立東海高校を経て1990年早稲田大学理工学部電子通信学卒。1995年東京大学大学院理学系研究科博士課程物理学専攻修了。博士（理学）（東京大学）取得。論文名「Non-integrability Proof in Some Hamiltonian Dynamical Systems with Three or More Degrees of Freedom（自由度3以上のあるいくつかのハミルトン力学系における積分不可能性証明）」。理化学研究所基礎科学特別研究員、郵政省通信総合研究所主任研究官、情報通信研究機構主任研究員を経て、2012年京都大学大学院情報学研究科教授。